# Efferia kondratieffi
Efferia kondratieffi is een vliegensoort uit de familie van de roofvliegen (Asilidae). De wetenschappelijke naam van de soort is voor het eerst geldig gepubliceerd in 1984 door Bullington and Lavigne.